# Titularbistum Aufinium
Aufinium (ital.: Ofena) ist ein Titularbistum der römisch-katholischen Kirche.
Es geht zurück auf einen Bischofssitz in der Stadt Ofena, die sich in der italienischen Region Abruzzen befindet.
| Titularbischöfe von Aufinium |                                     |                                           |                    |                  |
| Nr.                          | Name                                | Amt                                       | von                | bis              |
| 1                            | José María Larrauri Lafuente        | Weihbischof in Pamplona (Spanien)         | 21. September 1970 | 16. Februar 1979 |
| 2                            | Carlos Talavera Ramírez             | Weihbischof in Mexiko-Stadt (Mexiko)      | 15. Januar 1980    | 14. März 1984    |
| 3                            | Luis Héctor Villalba                | Weihbischof in Buenos Aires (Argentinien) | 20. Oktober 1984   | 16. Juli 1991    |
| 4                            | Eustaquio Pastor Cuquejo Verga CSsR | Militärbischof von Paraguay               | 5. Mai 1992        | 7. März 1998     |
| 5                            | José Luis Redrado Marchite OH       | Kurienbischof                             | 5. Dezember 1998   |                  |